# 879
879 је била проста година.

## Догађаји
- 10. април — Краљ Луј II Муцавац умире у Компјењу, после 18 месеци владавине. Наслеђују га његова два сина Луј III и Карломан II, који заједно владају Западнофраначким краљевством.
- 7. јун — Папа Јован VIII признаје Кнежевину Хрватску, под кнезом Бранимиром, као независну државу.
- Рјурик умире, а Олег Вешти га наслеђује као кнез Новгорода. Постаје регент свог сина Игора.
- Краљ Карло Дебели постаје владар Краљевине Италије, након абдикације свог брата Карломана Баварског, који је због можданог удара постао неспособан да влада.
- Краљ Алфред Велики оснива низ утврђених села  да заштити Весекс од викиншких напада. Он оснива сталну војску да брани стратешке луке и гради мрежу добро одржаваних војних путева.
- Викиншки вођа Гутрум постаје краљ Источне Англије. Викиншка флота плови реком Темзом и гради логор у Фуламу (у близини Лондона) да би се припремила за инвазију на Француску.

## Рођења
- 17. септембар — Карло III Прости, западнофраначки краљ (у. 929)

## Смрти
- 10. април — Луј II Муцавац, западнофраначки краљ (р. 846)
- Рјурик, кнез Новгорода